# Ketčenery
Ketčenery (in russo Кетчене́ры?; in calmucco Көтчнр) è un villaggio della Russia, situato in Calmucchia. Appartiene al rajon Ketčenerovskij del quale è il centro amministrativo.
Il villaggio si trova sulle alture di Ergeni, 120 km a nord della città di Ėlista.